# التسلسل الزمني لتطور المرأة في مجال الحوسبة
هذا هو التسلسل الزمني لتطور المرأة في مجال الحوسبة. يشمل الزمن الذي عملت فيه النساء كـ«حاسبات بشرية» ثم كمبرمجات لأجهزة الكمبيوتر. بدأت المبرمجات تدريجيًا في كتابة برامج الحاسوب وتطوير تقنيات الإنترنت وبعض أنواع البرمجة الأخرى. شاركت النساء أيضًا في علوم الحاسوب والهندسة وأجهزة الكمبيوتر بأنواعها المختلفة.

## القرن الثامن عشر

### 1757
فرنسا: عملت نيكول رين لوبوت ضمن فريق الحواسيب البشرية لتحديد الزيارة التالية لمذنب هالي. طورت فرق الحواسيب البشرية المتتالية الأساليب والطرق المستخدمة.

## القرن التاسع عشر

### 1842
المملكة المتحدة: كانت آدا لوفلايس خبيرة إحصاء لمحرك تشارلز بابيج التحليلي، ويعتبرها الكثيرون «أول مبرمجة كمبيوتر».

### 1849
الولايات المتحدة: عين المرصد البحري للولايات المتحدة الأمريكية ماريا ميتشل كحاسبة بشرية لرصد كوكب الزهرة.

### 1875
الولايات المتحدة: انضمت آنا وينلوك إلى حاسبات هارفارد، وهي مجموعة من النساء العاملات في إعداد البيانات الفلكية في جامعة هارفارد.

### 1893
الولايات المتحدة: انضمت هنريتا سوان ليفيت إلى حاسبات هارفارد. لعبت دورًا فعالًا في اكتشاف النجوم السيفاوية المتغيرة، والتي تعد دليلًا على تمدد الكون.

## القرن العشرون

### 1916
المملكة المتحدة: اتجهت بياتريس كيف براون كيف للعمل كحاسبة بشرية بوزارة الذخائر.

### 1918
الولايات المتحدة: عُينت النساء كحاسبات بشرية لإجراء حسابات المقذوفات في واشنطن العاصمة. كانت إليزابيث ويب ويلسون رئيسة فريق الحاسبات.

### 1920
الولايات المتحدة: قادت ماري كليم مختبر الحاسوب في جامعة ولاية آيوا. 

### 1921
الولايات المتحدة: قدمت إديث كلارك براءة اختراع لآلة حاسبة بيانية لحل مشاكل نقل الطاقة الكهربائية خلال الخطوط. 

### 1926
ألمانيا: نشرت غريت هيرمان الورقة البحثية التأسيسية للحساب الرمزي. كانت أطروحة الدكتوراة بعنوان «مسألة الخطوات كثيرة الحدود في النظرية المثالية متعددة الحدود»، ونُشرت في مجلة (حوليات الرياضيات).

### 1935
المملكة المتحدة: عينت الإدارة الوطنية للملاحة الجوية والفضاء والتي أصبحت ناسا لاحقًا، مجموعة من خمس نساء للعمل على مجموعة من أجهزة الكمبيوتر الخاصة بهم لتحليل بيانات أنفاق الرياح واختبارات الطيران.

### 1939
النمسا: نشرت جوانا بيش ورقتين بحثيتين متميزتين عن جبر بول.

### 1940
الولايات المتحدة: جُندت النساء الأمريكيات لإجراء حسابات المقذوفات وكتابة برامج الكمبيوتر خلال الحرب العالمية الثانية. استخدمت هؤلاء النساء «الحاسبات» في الفترة بين عامي 1943-1945 محللًا تفاضليًا في الطابق السفلي من مدرسة مور للهندسة الكهربائية لتسريع حساباتهم، بالرغم من أن الجهاز يتطلب ميكانيكيًا ليكون دقيقًا تمامًا، وغالبًا ما أعادت النساء مراجعة الحسابات يدويًا. قامت فيليس فوكس بتشغيل محلل تفاضلي بمفردها، عن طريق برمجته باستخدام المعادلات التفاضلية.

### 1941
المملكة المتحدة: فكت مافيس باتي رمز شفرة البحرية الإيطالية أثناء عملها في حديقة بلتشلي.
الولايات المتحدة: بدأت الولايات المتحدة في تجنيد خريجي الجامعات الأمريكية الأفارقة للعمل في قاعدة لانجلي الجوية كحواسيب بشرية.

### 1942
الولايات المتحدة: حصلت هيدي لامار والمخترع المشارك، جورج أنتيل، على براءة اختراعهم لنظام القفز الترددي في 11 أغسطس.

### 1943
المملكة المتحدة: عملت النساء كحاسبات كولوسس في حديقة بلتشلي خلال الحرب العالمية الثانية.
الولايات المتحدة: عُينت زوجات العلماء بمشروع مانهاتن بعد التدريب الرياضي كحاسبات بشرية للعمل على أجهزة الكمبيوتر إينياك ومانياك 1. وشمل ذلك كلارا دان فون نيومان وأوغستا إتش. تيلر وأديل غولدشتاين.
الولايات المتحدة: قادت غيرترود بلانش مجموعة مشروع الجداول الرياضية منذ عام 1938 وحتى عام 1948. أصبح المشروع مكتب حوسبة رئيسي للحكومة الأمريكية خلال الحرب العالمية الثانية، وأجرى حسابات لمكتب البحث العلمي والتطوير والجيش والبحرية ومشروع مانهاتن ومؤسسات أخرى.
الولايات المتحدة: اُنتخبت روث ليتش آمونيت نائبة لرئيس شركة آي بي إم، وهي أول امرأة تشغل هذا المنصب.